# Mort a la foguera

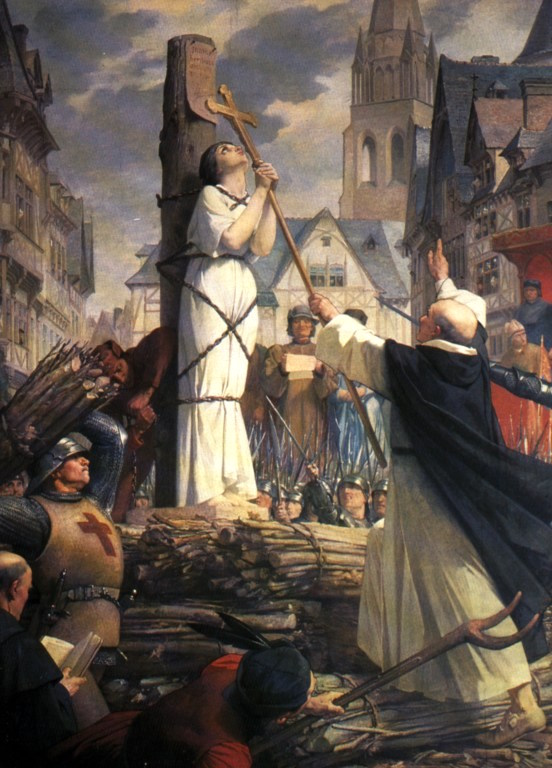
Joana d'Arc a la foguera abans de la seva execució

La mort a la foguera o cremació a la foguera és un tipus de mort provocada per la combustió. La foguera té una llarga història com a pena de delictes com la traïció, heretgia i bruixeria (sobretot per part de la Inquisició). La mort en la foguera va caure en desús al segle xviii, i actualment és considerat un càstig cruel i és molt inusual.

## Causes de la mort
Quan el foc era gran (per exemple, quan un gran nombre de presoners eren executats alhora) la mort sovint provenia de la intoxicació per monòxid de carboni abans que les flames causessin mal al cos. Si el foc era petit, tanmateix, el condemnat s'anava cremant durant un temps fins a la mort a causa d'un cop de calor, xoc, pèrdua de sang o, simplement, la descomposició tèrmica de les parts vitals del cos.

## Història antiga

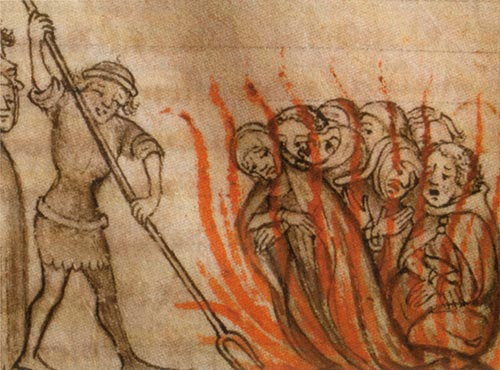
Templaris cremats vius en la foguera

Segons Juli Cèsar, els antics lladres celtes van ser executats i els presoners de guerra van ser tirats al foc; se'ls va denominar "homes de vímet". Els indis nord-americans sovint utilitzaven la crema com una forma d'execució, ja sigui contra membres d'altres tribus o contra els colons blancs en els segles xviii i xix.
Sota l'Imperi Romà d'Orient, la crema fou present com a càstig pels zoroastristes desobedients, a causa de la creença que ells adoraven el foc. L'emperador romà d'Orient Justinià I (527 - 565) va ordenar que la mort a la foguera, la successió intestada i la confiscació de tots els béns per l'Estat fos el càstig per l'heretgia contra la fe cristiana en seu Codi Justinià.
El 1184, l'Església Catòlica Romana va legislar la crema com a càstig oficial per heretgia. També es creia que, en ser cremat, el condemnat no tindria cos per ser ressuscitat en el Més Enllà. Aquest decret va ser posteriorment confirmat pel Concili del Laterà IV el 1215, el Sínode de Tolosa el 1229 i per nombrosos líders del segle xvii.
Maria I d'Anglaterra va derogar les reformes religioses introduïdes per Enric VIII, i continuades per Eduard VI, i va sotmetre el Regne d'Anglaterra a la disciplina papal el 30 de novembre de 1554 amb el suport del cardenal Reginald Pole. L'acord amb el papa Juli III va trigar molts mesos i va haver de concedir que les terres monacals confiscades no serien retornades a l'església sinó que quedarien en mans dels seus influents nous propietaris. Uns 800 rics protestants van exiliar-se, i els que es van quedar i van persistir a proclamar públicament les seves creences es van convertir en objectiu de les lleis d'heretgia, i 283 persones van ser executades, la majoria per mort a la foguera.
Les autoritats civils van cremar persones considerades heretges sota la inquisició medieval, incloent-hi Giordano Bruno. L'historiador Hernando del Pulgar, contemporani dels Reis Catòlics, estima que en la Inquisició espanyola es van cremar a la foguera unes 2.000 apòstates cap a 1490 (tan sols una dècada després que la Inquisició comencés).

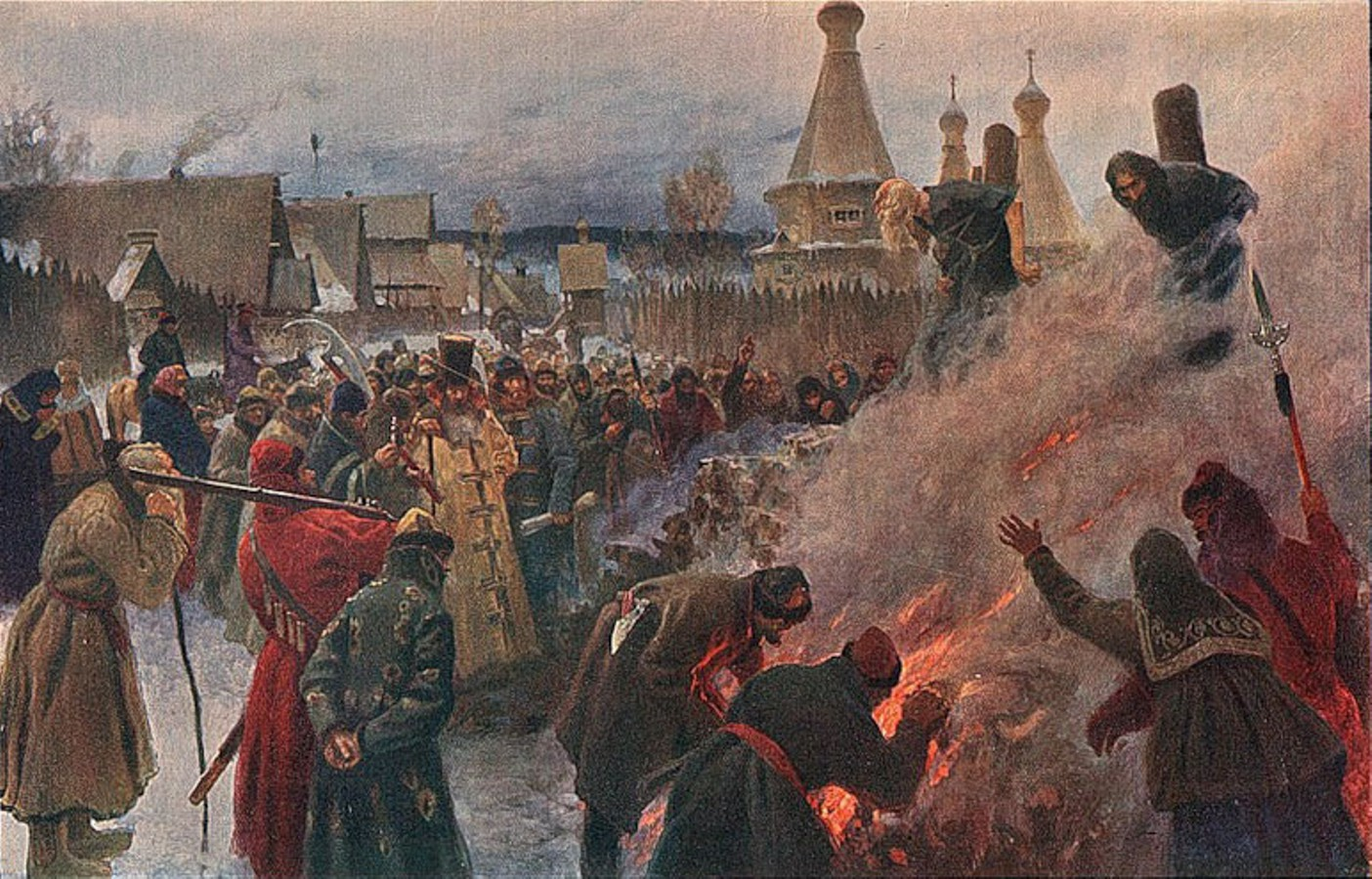
Grup de vells creients a Rússia cremant gent a la foguera el 1681

El 1790, Sir Benjamin Hammett va introduir un projecte de llei al Parlament Britànic per posar fi a la pràctica de la mort a la foguera. La llei va ser finalment aprovada pel Parlament i l'assentiment reial fou donat pel rei Jordi III.

## Història moderna

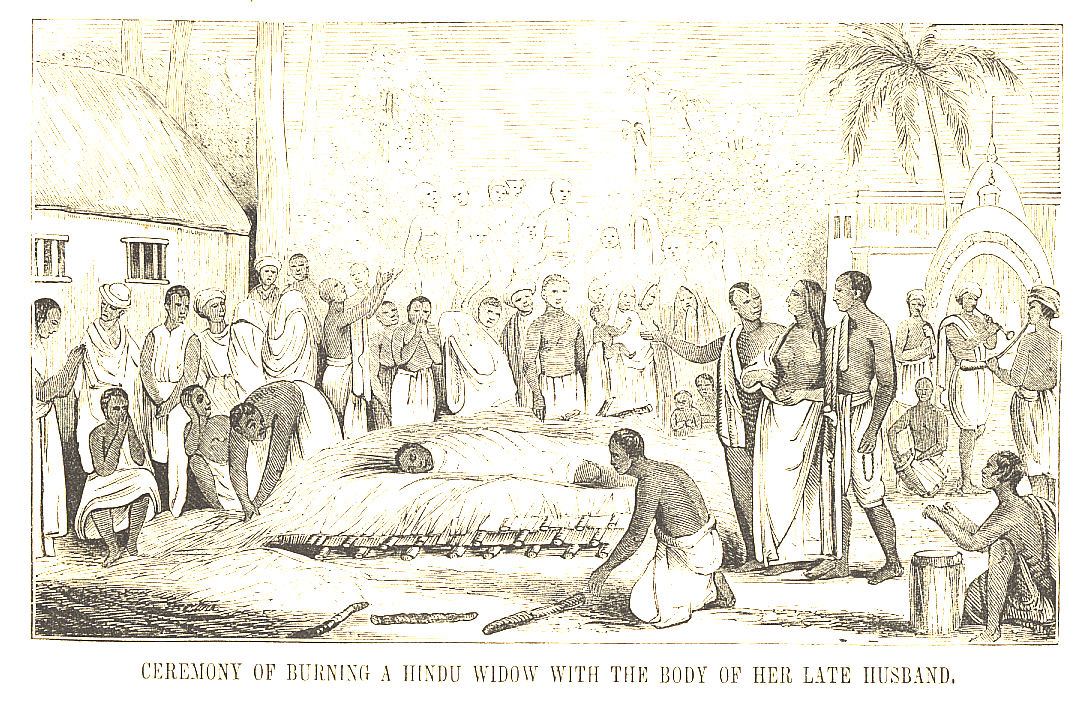
"Cerimònia de l'immolació d'una vídua hinduista junt amb el cos del seu marit", gravat de 1851 que mostra com una dona es a punt de ser llançada a la pira del seu marit.

Cap estat modern no du a terme execucions a la foguera. Igual com totes la pena capital, està prohibit als membres del Consell d'Europa per la Convenció Europea de Drets Humans. Mai no es va practicar de forma rutinària als Estats Units.
Una de les cremes extrajudicials més notòria dels temps moderns va ocórrer a Waco (Texas), Estats Units d'Amèrica el 15 de maig de 1916. Jesse Washington, un granger amb problemes mentals afroamericà, després d'haver estat condemnat per l'assassinat d'una dona blanca, va ser portat per una multitud a la foguera, va ser castrat, ruixat amb oli de carbó i penjat pel coll d'una cadena sobre la foguera. Va ser una crema lenta que el va conduir a la mort. Encara existeix una imatge de l'esdeveniment que mostra una multitud al costat del cadàver carbonitzat de Washington. El fet va provocar el rebuig internacional i és recordat com el Terror de Waco.
També s'han donat casos de manera indirecta, per exemple en un bombardeig, com el de la ciutat alemanya de Dresden pels avions aliats durant la Segona Guerra Mundial: van ser més de sis-cents avions els que van bombardejar la indefensa ciutat, causant més de 200.000 morts que van morir cremats; els que es van llançar al riu esperant així salvar-se van morir per l'aigua escalfada per les bombes incendiàries.